# Álex Candal
Alejandro Lázaro Candal Malvis (Chacao, Venezuela; 15 de noviembre de 1969) es un narrador y periodista deportivo venezolano. Es hijo del también narrador deportivo Lázaro Candal.

## Trayectoria
Inició el periodismo en el año 1993 con la Copa América 1993. Comenzó narrando fútbol de Salón en Caracas. Ha trabajado como narrador y analista deportivo de fútbol español en Venezolana de Televisión, Meridiano TV, RCTV, DIRECTV Sports. Autor del Libro, "Disculpen las molestias, es Fútbol a mi manera"